# Limnonectes gyldenstolpei
Limnonectes gyldenstolpei är en groddjursart som först beskrevs av Andersson 1916.  Limnonectes gyldenstolpei ingår i släktet Limnonectes och familjen Dicroglossidae. IUCN kategoriserar arten globalt som livskraftig. Inga underarter finns listade i Catalogue of Life.